# Zar'Roc
Zar'Roc es una espada que aparece en la saga fantástica de El legado. Perteneció al Jinete de Dragón Morzan. Su nombre significa suplicio en el idioma antiguo.

## Descripción
Fue creada por la herrera Rhunön, y como todas las armas que pertenecieron a Jinetes de Dragón, no pierde el filo y cuesta mucho romperla. Desprende un brillo rojizo.

## Historia
Fue forjada en Ellesméra por los elfos para Morzan, quien en tiempos de Vrael entrenaba como aprendiz de Oromis. Con posterioridad, Morzan se convertiría en el más leal siervo de Galbatorix, siendo el principal de entre los apóstatas. Esto convirtió a Zar'Roc en símbolo de muerte y destrucción. Morzan, en un ataque de ira, se la tiró a su hijo Murtagh hiriéndolo casi de muerte, y causándole la cicatriz que lleva en la espalda. 
En venganza por la muerte de su dragona, de la que culpaba a Morzan, Brom se enfrentó a él para matarlo. El duelo que Morzan sostuvo con el Jinete concluyó con la muerte del apóstata a manos de su antiguo amigo y de su propia espada. Después de eso Zar'Roc pasó a ser propiedad de Brom, quien poco después se trasladó a Carvahall. Años después, Brom cedió la espada a Eragon, quien Brom consideraba su heredero.
Sin embargo, durante la Batalla de los Llanos Ardientes, en Eldest, Murtagh le arrebata la espada, revelando a Eragon que en realidad son hermanos, y que puesto que él es el hijo mayor de Morzan, es el auténtico heredero de Zar'Roc.
Poco después Eragon sustituye a Zar´roc por un bracamarte que se rompe durante una batalla contra los enanos del clan Az Swedn rak Anhûin. Posteriormente, Runhön le ayuda a forjar Brisingr, la cual pasará a ser su espada legítima de jinete de dragón.
- Datos: Q3106770